# کچ گرگ
کچ گرگ، روستایی در دهستان نگور بخش مرکزی شهرستان دشتیاری در استان سیستان و بلوچستان ایران است.

## جمعیت
بر پایه سرشماری عمومی نفوس و مسکن در سال ۱۳۹۵، جمعیت این روستا برابر با ۲۹۴ نفر (۶۴ خانوار) بوده‌است.